# Hirschwiesalm
Die Hirschwiesalm (auch: Hirschwies-Alm) ist eine aufgelassene Alm auf dem Hochplateau der Reiter Alm auf dem Gebiet der Gemeinde Schneizlreuth.

## Bauten
Zuletzt befanden sich auf der Hirschwiesalm vermutlich drei Kaser, von denen heute keine Reste mehr vorhanden sind, im Jahr 1840 waren vier Hütten verzeichnet.

## Heutige Nutzung
Die ehemaligen Almgebiete der Reiter Alm werden überwiegend als eine Einheit gemeinschaftlich bestoßen. Auf dem Gebiet der Hirschwiesalm stehen heute mehrere Gebäude der Bundeswehr.

## Lage
Die Hirschwiesalm befindet sich im nördlichen Teil des Hochplateaus der Reiter Alm, der heute durch die Bundeswehr als Übungsplatz verwendet wird.